# 5150 (album)
Az 5150 az amerikai Van Halen együttes 1986-os, hetedik stúdióalbuma. Ez volt az első lemez, amelyet az új énekessel, a David Lee Rothot felváltó Sammy Hagarral készítettek.
Az album Eddie Van Halen házi stúdiójáról kapta a címét (már az 1984-et is itt vették fel). Az előző albumhoz hasonlóan szintetizátor-vezérelt volt a hangzása, kislemez sikerei a Why Can't This Be Love?, a Dreams és a Love Walks In voltak. Az első albumuk volt, amely listavezető lett a Billboard albumlistáján. A Hagar-éra legerősebb albumának tartják, helyet kaptak rajta az Eddie által vágyott bonyolultabb dalok (az önelemző Best Of Both Worlds), és a sikerhez szükséges party-rock szerzemények is (Summer Nights és Good Enough).
Eddie Van Halennek a tagcseréről volt egyszer egy megjegyzése: elvesztettünk egy frontembert, de nyertünk egy énekest.

## Az album dalai
Minden dalt Anthony, Hagar, A. Van Halen és E. Van Halen írt.
1. Good Enough – 4:00
2. Why Can't This Be Love? – 3:45
3. Get Up – 4:35
4. Dreams – 4:54
5. Summer Nights – 5:04
6. Best of Both Worlds – 4:49
7. Love Walks In – 5:09
8. 5150 – 5:44
9. Inside – 5:02

## Közreműködők
- Sammy Hagar – ének
- Eddie Van Halen – elektromos gitár, akusztikus gitár: Dreams, billentyűsök, háttérvokál
- Michael Anthony – basszusgitár, háttérvokál
- Alex Van Halen – dobok

## Kislemezek
| Év   | Kislemez                | Pozíció  |
| ---- | ----------------------- | -------- |
| 1986 | Dreams                  | #22 (US) |
| 1986 | Love Walks In           | #22 (US) |
| 1986 | Why Can't This Be Love? | #3 (US)  |